# Йорктаун (Нью-Йорк)
Йорктаун (англ. Yorktown) — місто (англ. town) в США, в окрузі Вестчестер штату Нью-Йорк. Населення — 36 569 осіб (2020).

## Демографія
Згідно з переписом 2010 року, у місті мешкала 36 081 особа в 12 884 домогосподарствах у складі 9757 родин. Було 13418 помешкань
Расовий склад населення:
| - 87,9 % — білих - 4,7 % — азіатів - 3,3 % — чорних або афроамериканців - 0,1 % — корінних американців - 2,1 % — осіб інших рас |

До двох чи більше рас належало 1,8 %. Частка іспаномовних становила 9,4 % від усіх жителів.
За віковим діапазоном населення розподілялося таким чином: 25,1 % — особи молодші 18 років, 58,7 % — особи у віці 18—64 років, 16,2 % — особи у віці 65 років та старші. Медіана віку мешканця становила 43,6 року. На 100 осіб жіночої статі у місті припадало 93,0 чоловіків;  на 100 жінок у віці від 18 років та старших — 89,0 чоловіків також старших 18 років.
Середній дохід на одне домашнє господарство  становив 136 238 доларів США (медіана — 115 732), а середній дохід на одну сім'ю — 160 992 долари (медіана — 134 593). Медіана доходів становила 92 228 доларів для чоловіків та 60 479 доларів для жінок. За межею бідності перебувало 3,3 % осіб, у тому числі 1,6 % дітей у віці до 18 років та 7,1 % осіб у віці 65 років та старших.
Цивільне працевлаштоване населення становило 18 932 особи. Основні галузі зайнятості: освіта, охорона здоров'я та соціальна допомога — 31,2 %, науковці, спеціалісти, менеджери — 13,6 %, мистецтво, розваги та відпочинок — 8,8 %, роздрібна торгівля — 8,0 %.